# Esther Venrooy
Esther Venrooy (1974) is een Belgische kunstenares en componist, gespecialiseerd in elektronische muziek en beeldende kunst. Haar werk bestaat onder andere uit gecomponeerde elektronische muziek, grafische partituren, site-specifieke composities (gebonden aan een bepaalde ruimtelijkheid), installaties, video's en tekeningen.
Haar werk is een mix tussen installatiekunst, video's, elektronische muziek en combinaties van elektronica en klassieke instrumenten zoals piano (instrument) en fluit (muziekinstrument). De focus ligt op Audio-topografie: de analyse van geluid. Ze experimenteert met geluid, beweging en ruimtelijkheid. Voor haar is geluid een dynamisch object in de ruimte. Ze focust op de manier dat geluid aan ons verschijnt en welk signaal of welke betekenis het draagt. Voor Esther Vanrooy ligt de essentie van een elektronisch concert in de fysieke, ruimtelijke en collectieve ervaring van dat geluid.
De relatie tussen ruimte en geluid houdt haar al van in haar kindertijd bezig. Opgroeiende in Zaltbommel (stad) was ze altijd al geïntrigeerd door het geluid van boten dat tot in haar slaapkamer te horen was.

## Opleiding
Na de middelbare school studeerde Esther van 1995 tot 1997 saxofoon aan ArtEZ. De Amerikaanse componist Jim Fulkerson hielp haar op weg.
Na haar opleider was ze componist in residentie bij het European Dance Development Network, een netwerk van hedendaagse dans organisaties. Tijdens deze periode begon ze met het gebruik van digitaal geluidsmateriaal in dans en performances. 
In 2009 startte ze aan aan de Katholieke Universiteit Leuven. Ze behaalde in 2015 haar doctoraat in de Kunsten 'Audio Topography - on the Interaction of Sound, Space and Medium'.

## Carrière
Sinds 2009 verschoof de carrière van Venrooy van elektronische composities en samenwerkingen met muzikanten naar geluidsinstallaties en kunst, een meer onafhankelijke vorm van expressie.
In 2018 kon ze als Zelfstandig Academisch Personeel (ZAP) aan de slag bij de KUL in het veld van "Ruimtelijke ervaringen: visueel, auditief, sonsomotorisch, tactiel en conceptueel." en sindsdien begeleidt ze doctoraatsonderzoeken in dit veld.
Venrooy is docent 'Een 20ste -eeuwse muziekgeschiedenis', 'Sound by Artist' en 'Dance & performance' bij LUCA, School of Arts, campus Beeldende Kunst Gent. Daar geeft ze ook een atelier mixed media.
Venrooy werkte onder andere samen met:
- Beeldende kunstenaar Hans Demeulenaere
- Vocaal performer Maja Jantar
- Pianist en componist Heleen Van Haegenborgh
- Choreograaf Femke Gyselinck
- Pipa (muziekinstrument) artiest Min Xiao-Fen
- Quqin artiest Wu Na
- Muzikant Lander Gyselinck
- architect Olivier Goethals

Venrooy gaf in 2012 een TED-talk over 'Vessel', een ruimtelijke compositie van veldopnames van vrachtschepen.
Samen met haar man runt ze Odradek, een organisatie die events, voorstellingen en concerten cureert die zich toeleggen op geluidskunst en innovatie of experimentele muziek. Het is een kunstenaarsresidentie gekoppeld aan een tentoonstellings- en reflectieruimte in Brussel.
Venrooy zit de raad van bestuur van (K-RAA-K)3 voor, een onafhankelijk platenlabel uit Gent.